# 杜格尔·麦金尼斯
杜格尔·麦金尼斯（英語：Dugald McInnes，1877年6月2日—1929年9月11日），加拿大男子射击运动员。他曾代表加拿大参加1908年夏季奥林匹克运动会射击比赛，获得男子团体军用步枪铜牌。